# Critola
Critola (Ancient Greek: Κρίτολα, 550 BC) là một công chúa Libya-Hy Lạp của Cyrenaica có thủ đô tại Cyrene và là một thành viên triều đại Battiad. Cô là con gái của Arcesilaus I, vị vua thứ hai của Cyrenaica, trong khi không rõ mẹ cô là ai. Ông nội của cô là Battus I, là vị vua đầu tiên của Cyrene, và anh trai Battus II sẽ là vị vua Cyrenaean trong tương lai. Critola là dì của bố và mẹ chồng của vị vua tương lại Arcesilaus II. 
Có rất ít sự hiểu biết về Critola. Theo tiểu sử gia Plutarchus, cô ấy nổi tiếng vì phẩm giá tuyệt vời và được tất cả dân chúng nể trọng. Critola kết hôn với một quý tộc Cyrenaean Hy Lạp, tuy nhiên không rõ tên. Đứa con trai đầu lòng của cô tên là Polyarchus
và Eryxo là đứa con gái út. Plutarch cho rằng Critola với chồng cô có những đứa con trai khác, nhưng không được đề cập đến. Eryxo sẽ trở thành Nữ hoàng Cyrenaean trong tương lai
và sẽ là mẹ của Vua Cyrenaean tương lai - vua Battus III.
Chồng cô bị sát hại bởi Learchus vào khoảng 550 TCN, một người tranh quyền với người cháu trai cô Arcesilaus II. Chồng của Critola đã chết một thời gian ngắn trước khi Eryxo và Polyarchus đã âm mưu giết Learchus, kẻ cũng đã giết Arcesilaus II. Khi Learchus bị sát hại, cháu trai của bà Battus III đã được vua Polyarchus tuyên bố là vua.
Critola ủng hộ Polyarchus, người đã đến cầu xin Pharaoh Amasis II Ai Cập để cứu Cyrenaica.  Plutarch cho rằng cô vẫn còn sống khi Battus III (trị vì 550 TCN-530 TCN) trở thành vua và lúc đó đã trở thành một phụ nữ cao tuổi.